# 여자는 다 그래
《여자는 다 그래》는 2010년 4월 30일부터 2010년 7월 23일까지 방영된 E채널 드라마이다.
한편, 극중 나윤주 역을 맡았던 황인영은 2007년 막을 내린 SBS 연개소문 이후 소속사 문제 등으로 연기활동을 쉬었다가 해당 드라마로 안방극장 복귀를 했다.

## 등장 인물

### 주요 인물
- 오주은 : 모설희 역
- 황인영 : 나윤주 역
- 정양 : 송주남 역
- 정이안 : 김준우 역

### 그외 인물들
- 최승경 : 조면식 부장 역
- 강지후 : 최배식 역
- 강우진 : 이기문 역
- 곽진영 : 이화영 역
- 장주아 : 김한빛 역